# CLIPSAS
O CLIPSAS ou Centro de Ligação e de Informação das Potências Maçónicas Signatárias do Apelo de Estrasburgo é um organismo internacional que visa reagrupar Obediências Maçônicas da maçonaria liberal e adogmática de todo o mundo e congregar maçons, homens e mulheres, que considerem que a "Liberdade Absoluta de Consciência é a grande vitória da humanidade sobre ela mesma".

## Objectivo principal
O seu principal objectivo é o de criar um centro de união fraternal entre os Maçons "que consideram que a liberdade de consciência é uma vitória da humanidade sobre si mesma e que, longe de ser um factor de desunião, ela conduz, graças à livre confrontação de opiniões, à supressão de todas as barreiras".

## História
Fundada em 22 de Janeiro de 1961 por convocatória dirigida à maçonaria mundial pelo Grande Oriente da Bélgica e o Grande Oriente de França, para um encontro em Estrasburgo, encontro esse motivado pela intransigencia crescente que a Grande Loja Unida de Inglaterra e outras a esta associadas, nomeadamente as Grandes Lojas dos vários estados dos Estados Unidos da América, que pretendiam impor como regra às restantes Obediências Maçônicas mundiais a exclusividade da crença dogmatica e obrigatória de DEUS (não aceitando religiosos de outras religiões não monoteístas, agnósticos, descrentes ou ateus) para além da não aceitação como iniciados de "mulheres, escravos, negros, índios e deficientes".
As Obediências Maçônicas então reunidas e que não aceitam nem se revêm nas regras atrás referidas e respeitando as suas soberanias, os seus ritos e os seus símbolos numa real e verdadeira cadeia de União Universal, decidiram assinar entre si um acordo em que se revêm no Apelo que as reuniu em Estrasburgo.
Deve-se entender que o CLIPSAS é por isso uma confederação de Obediências Maçônicas (associações legais nos seus próprios países) e não centralizada não tendo por isso os seus órgãos que promulgar decretos impositivos ou que invadam o espaço das Obediências membros que a esta pertençam.
Os seus fundadores e continuadores consideram por isso que o CLIPSAS deve ser a pedra angular de uma União Fraternal de Maçons que consideram que a liberdade de consciência é a maior vitória da humanidade e que deve ser por isso um factor de união e não de desunião entre todos os homens e mulheres iniciados e que isto deve ser o princípio de supressão de barreiras entre estes e entre toda a humanidade.
Assim, o CLIPSAS, organiza colóquios anuais em que se discutem não só temas maçónicos mas também temas sociais que preocupam o mundo moderno, efectuando sinteses, para que, e de forma positiva se possa reflectir em conjunto e possam participar de forma construtiva na criação de uma opinião e aprofundamento de uma reflexão interna não só nas Obediências Maçônicas que desta fazem parte mas e mais importante sobre os seus membros, Maçons (mulheres e homens), que enquanto seres sociais poderão contribuir para que um mundo seja um lugar mais justo, fraternal e livre.
Deste modo, o CLIPSAS, não proíbe que algumas Lojas ou até de Obediências signatárias, abram algum livro sagrado (Bíblia, Torah, Alcorão, etc) durante seus trabalhos e roguem pela proteção dogmática do Grande Arquiteto Do Universo ou que imponham acesso exclusivo de homens ou de mulheres à sua iniciação, apenas pretende que as suas signatárias não proíbam que outras o façam e ao estabelecer mútuo reconhecimento entre as suas signatárias na prática permitem visitas e a participação em igualdade de circunstâncias de homens e mulheres maçons aos seus trabalhos desde que assim aceites pelas suas Lojas.
Começando de forma muito centrada nas Obediências Maçônicas liberais e adogmáticas europeias e norte-americanas e evoluindo para a aceitação dos primeiros membros não fundadores apenas dez anos depois de ter sido fundada conhece desde então um crescimento sustentado em número de Obediências Maçônicas que a esta pertencem.
Nos primeiros vinte e nove anos a sua presidência foi detida pelo Grande Oriente da Bélgica (de 1961 a 1990) e nos três anos seguintes pelo Grande Oriente de França (1990 a 1993), seguido pelo Grande Oriente do Luxemburgo no trénio seguinte (1993 a 1996) e pela Grande Loja Feminina de França que ocupa o lugar entre 1996 e 1998. De 1998 a 2000 o presidente foi da Grande Loja Simbólica Espanhola, depois novamente o Grande Oriente de Luxemburgo, de 2000 a 2004 sucedido pelo Grande Oriente e Loja Associada do Congo 2004 a 2007, Em 2007 foi presidido pelo brasileiro Jefferson Scheer, da Grande Loja Unida do Paraná, que faleceu em 31 de dezembro de 2007, sendo atualmente dirigido por Marc-Antoin Cauchie, do Grande Oriente de Luxemburgo.
No ano de 1996 dá-se um abandono de parte dos seus fundadores, os motivos alegados foram mais de ordem administrativa e também porque as Obediências Maçônicas de origem francesa queriam que a organização seguisse outra via, mas nenhum destes motivos é contrário ao Apelo assinado, mantendo aliás todos estes fundadores relações de amizade e tratados com todas as obediências que pertencem ao CLIPSAS, saem deste modo em 1996, o Grande Oriente de França (que retornou em 2010), o Grande Oriente da Bélgica (que retornou em 2008), a Federação Francesa do Le Droit Humain e o Grande Oriente da Suíça, sendo que este último retorna em 2005 e a Grande Loja Feminina de França em 1998, estas Obediências Maçônicas fundaram nesse ano o SIMPA.
Desde então o CLIPSAS não parou de ter, como já anteriormente detinha, um crescimento sustentado em número de Obediências Maçônicas entrando desde então membros de quatro continentes, contando atualmente com mais de sessenta.

## Estrutura de funcionamento
O órgão supremo do CLIPSAS é a sua Assembleia Geral anual, composta por representantes especialmente designados pelos seus membros, geralmente o próprio Grão Mestre ou alguém em representação deste e da qual todos os Maçons, mesmo aprendizes, de cada Obediência, podem participar.
Para a sua administração entre as reuniões das Assembleias electivas (que ocorrem de três em três anos), o CLIPSAS elege uma Direcção, integrada por um Presidente e seis Vice-Presidentes, com mandatos de três anos e elege desde há uns anos um representante regional para os três continentes onde tem obediências, a saber, Europa, América e África, embora na Ásia também detenha três Obediências Maçónicas filiadas.

## Situação actual
Contanto hoje em dia com mais de cem Obediências Maçônicas membros activos e com grande parte dos Maçons liberais e adogmáticos filiados na sua estrutura, encontra-se na vanguarda da criação do Espaço Maçónico Europeu e já pediu à ONU um assento como membro observador para a questão dos Direitos Humanos, será caso aceite o coroar de uma luta que começou com os Maçons franceses que por este lutaram nas ruas de Paris entre 1789 e 1799 na Revolução Francesa, fecha-se assim um ciclo de reconhecimento do que a maçonaria liberal e adogmática conseguiu nestes últimos séculos e abre-se outro de defesa da liberdade, da igualdade e da fraternidade entre todos os homens nesta nossa nave espacial que nos transporta a todos, designada por nós como Terra.

## Membros
As Obediências Maçónicas membros do CLIPSAS são:
|      | Nom                                                                    | Depuis                        |
| 1.   | Grand Orient de France                                                 | Founder/Back in May 2010      |
| 2.   | Grand Orient de Belgique                                               | Founder/Back in May 2008      |
| 3.   | Gran Loggia d’Italia                                                   | Founder                       |
| 4.   | Grand Orient de Suisse                                                 | Founder/Back in May 2004      |
| 5.   | Grand Orient d´Autriche                                                | Founder                       |
| 6.   | Grand Orient de Luxembourg                                             | Founder                       |
| 7.   | Serenísima Gran Logia de Lengua Española                               | Founder                       |
| 8.   | Grand Lodge of Denmark                                                 | 25/09/1970                    |
| 9.   | Gran Logia Mixta de Puerto Rico                                        | 08/02/1976                    |
| 10.  | George Washington Union                                                | 02/02/1979                    |
| 11.  | Grand Rite Malgache                                                    | 13/03/1981                    |
| 12.  | Omega Grand Lodge of the State of New York                             | 12/03/1982                    |
| 13.  | Grande Loge Unie du Cameroun                                           | 12/03/1982                    |
| 14.  | Fédération Française de l’Ordre Maç.´. Mixte International             | 11/03/1983 / Back in May 2013 |
| 15.  | Gran Logia Simbólica Española                                          | 11/03/1983                    |
| 16.  | Grand Orient du Congo                                                  | 09/03/1984                    |
| 17.  | Grande Loge Mixte de France                                            | 09/03/1984 / Back in May 2013 |
| 18.  | Grande Loge Féminine de Belgique                                       | 09/03/1984                    |
| 19.  | Grande Loge Mixte des Pays-Bas                                         | 08/03/1985                    |
| 20.  | Grande Mixte Universelle                                               | 21/04/1984 / Back in May 2013 |
| 21.  | Grande Oriente Lusitano                                                | 08/03/1985                    |
| 22.  | Grande Loge Haïtienne de Saint-Jean des Or\d’Outre Mer                 | 08/05/1985                    |
| 23.  | Grande Loge de Haïti                                                   | 15/05/1987                    |
| 24.  | HUMANITAS- Freimaurergrossloge für Frauen und Männer in Deutschland    | 15/05/1987                    |
| 25.  | Gran Oriente Latino Americano                                          | 15/05/1987                    |
| 26.  | Grand Bénin de la République du Bénin                                  | 13/05/1988                    |
| 27.  | Großloge Humanitas Austria                                             | 28/04/1989                    |
| 28.  | Grands Orient & Loge Associés du Congo                                 | 28/04/1989                    |
| 29.  | Grande Loge Libérale de Turquie                                        | 28/04/1989                    |
| 30.  | Gran Logia Mixta de Chile                                              | 10/05/1991                    |
| 31.  | Grande Loge Française de Memphis-Misraïm                               | 10/05/1991                    |
| 32.  | Grande Loge Féminine de Memphis-Misraïm                                | 29/05/1992                    |
| 33.  | Grande Eburnie                                                         | 29/05/1992                    |
| 34.  | Grande Loge Symbolique Helvetique                                      | 21/05/1993                    |
| 35.  | Grande Loge Féminine de Turquie                                        | 21/05/1993                    |
| 36.  | Gran Logia Femenina de Chile                                           | 12/05/1994                    |
| 37.  | Gran Loggia Massonica Femminile d’Italia                               | 26/05/1995                    |
| 38.  | Grande Loja Unida do Paraná                                            | 26/05/1995                    |
| 39.  | Séréníssime Grand Orient de Grèce                                      | 17/05/1996                    |
| 40.  | Grande Loge de la Caraïbe                                              | 17/05/1997                    |
| 41.  | Grande Loge Nationale du Canada                                        | 17/05/1997                    |
| 42.  | Grande Oriente Nacional “Gloria do Ocidente” do Brasil                 | 23/05/1998                    |
| 43.  | Gran Logia del Norte de Colombia                                       | 15/04/2000                    |
| 44.  | Grande Loja Maçônica Mista do Brasil                                   | 26/05/2001                    |
| 45.  | Ordre Maçonnique International DELPHI                                  | 26/05/2001                    |
| 46.  | Grande Loge Centrale du Liban                                          | 11/05/2002                    |
| 47.  | Grand Orient Mixte de Grèce                                            | 11/05/2002                    |
| 48.  | Grande Loja Unida de Pernambuco                                        | 11/05/2002                    |
| 49.  | Grande Loge Mixte de Memphis-Misraïm                                   | 31/05/2003                    |
| 50.  | Gran Logia Central de Colombia                                         | 31/05/2003                    |
| 51.  | Grande Loge de Cèdres                                                  | 31/05/2003                    |
| 52.  | Grande Loge Symbolique Masculine d’Afrique                             | 31/05/2003                    |
| 53.  | Grand Rite Malagasy Féminin                                            | 31/05/2003                    |
| 54.  | Gran Logia Femenina de Argentina                                       | 22/05/2004                    |
| 55.  | Gran Oriente de Chile                                                  | 22/05/2004                    |
| 56.  | Grande Loja Arquitetos de Aquário – GLADA                              | 14/05/2005                    |
| 57.  | Grande Loge Bet-El                                                     | 14/05/2005                    |
| 58.  | Grande Loge Féminine de Roumanie                                       | 13/05/2006                    |
| 59.  | Gran Logia Benjamim Herrera                                            | 13/05/2006                    |
| 60.  | Grande Loge Indépendante et Souveraine des Rites Unis                  | 24/05/2008                    |
| 61.  | Gran Oriente de la Francmasonería Mixta Universal                      | 24/05/2008                    |
| 62.  | Grande Loge du Maroc                                                   | 24/05/2008                    |
| 63.  | Gran Logia Constitucional del Perú                                     | 23/05/2009                    |
| 64.  | Gran Oriente Federal de la Republica Argentina                         | 23/05/2009                    |
| 65.  | Gran Oriente de El Salvador                                            | 23/05/2009                    |
| 66.  | Gran Logia Hiram Habif                                                 | 23/05/2009                    |
| 67.  | Gran Oriente de Roumanie                                               | 23/05/2009                    |
| 68.  | Gran Loge Nationale Unie de Roumanie                                   | 23/05/2009                    |
| 69.  | Federación Colombiana de Logias Masónicas                              | 22/05/2010                    |
| 70.  | Grande Loja Feminina do Brasil                                         | 22/05/2010                    |
| 71.  | Grand Loge de Belgique                                                 | 21/05/2011                    |
| 72.  | Gran Orient de Catalunya                                               | 21/05/2011                    |
| 73.  | Gran Logia Soberana de Libres y Aceptados Masones de Venezuela         | 21/05/2011                    |
| 74.  | Gran Logia Oriental del Perú                                           | 21/05/2011                    |
| 75.  | Grande Loge Unie Du Liban                                              | 21/05/2011                    |
| 76.  | Lithos – Fédéracion de Loges – Belgique                                | 21/05/2011                    |
| 77.  | Grand Loge Libérale d´Autriche                                         | 21/05/2011                    |
| 78.  | Grande Oriente Ibérico                                                 | 19/05/2012                    |
| 79.  | Gran Oriente Ecuatoriano Nueva Era                                     | 11/05/2013                    |
| 80.  | Grande Loge Mixte Souveraine de France                                 | 31/05/2014                    |
| 81.  | Grande Lodge Travaillant au Rite Ecossais Primitif                     | 31/05/2014                    |
| 82.  | Universal Grand Lodge of Bulgaria                                      | 31/05/2014                    |
| 83.  | Grande Lodge des Cultures et de la Spiritualité                        | 31/05/2014                    |
| 84.  | Ordre Initiatique et Traditionnel de l’Art Royal                       | 31/05/2014                    |
| 85.  | Grande Loja Simbólica de Portugal                                      | 30/05/2015                    |
| 86.  | Grande Loge Feminine du Maroc                                          | 30/05/2015                    |
| 87.  | The South Carolina Grand Lodge of Ancient Free and Accepted Masons     | 30/05/2015                    |
| 88.  | Grande Oriente de Mexico                                               | 30/05/2015                    |
| 89.  | Grande Loge Mixte Nationale                                            | 30/05/2015                    |
| 90.  | Grand Orient of Peoples of Russia                                      | 30/05/2015                    |
| 91.  | Grande Loge ANI du Canada                                              | 28/05/2016                    |
| 92.  | Grande Loge Traditionnelle et Symbolique d’Afrique                     | 28/05/2016                    |
| 93.  | Grande Oriente Maçônico do Brasil                                      | 28/05/2016                    |
| 94.  | Federation Ouest Africaine du Droit Humain                             | 28/05/2016                    |
| 95.  | Gran Logia Universal de Habla Hispana en los Estados Unidos de America | 28/05/2016                    |
| 96.  | Grande Loge Mixte du Liban                                             | 28/05/2016                    |
| 97.  | Grand Orient de Slovenie                                               | 28/05/2016                    |
| 98.  | Grande Loja Unida de Sta Catarina, Brasil                              | 27/05/2017                    |
| 99.  | Grand Orient Mas Pan/Americano, Brasil                                 | 27/05/2017                    |
| 100. | Gran Orient of Canaan, Lebanon                                         | 27/05/2017                    |
| 101. | Grand Orient Congo Brazzaville                                         | 27/05/2017                    |
| 102. | National Gr. Lodge of Croatia                                          | 27/05/2017                    |
| 103. | Grand Orient of Thailand                                               | 27/05/2017                    |
| 104. | The Most Worshipful NY G. Lodge                                        | 27/05/2017                    |